# Alcides Arguedas
Alcides Arguedas, född 15 juli 1879 i La Paz, död 8 maj 1946 i Chulumani i departementet La Paz, var en framstående boliviansk författare och historiker.
Arguedas studerade juridik och statsvetenskap i La Paz. Han studerade senare sociologi i Paris och representerade Bolivia under flera diplomatiska uppdrag i både Europa och Amerika. Han var även deputerad i Bolivias deputeradkammare, senator och under en tid jordbruksminister.
Arguedas arbeten inspirerades av Andernas indianbefolknings kultur och vanor. Han ansåg dock att Bolivias hopp låg i en beslutsam europeisk och västlig inriktning på bekostnad av ursprungsbefolkningen, som han såg som ett hinder för Bolivias utveckling. Hans mest berömda arbeten är Pueblo Enfermo (1910) och Raza de Bronce ( "Bronsrasen", 1919).

## Viktiga arbeten
- Pueblo enfermo 1909 (samhällskommentar)
- Raza de bronce (1919) (roman)
- La fundación de la República (1920) (historia)
- Historia general de Bolivia (1922) (historia)
- Política y la Guerra del Chaco (1926) (historia)
- La dictadura y la anarquía (1926) (historia)
- Los caudillos bárbaros (1929) (historia)
- La danza de las sombras (1934) (memoarer)